# Devour - Il gioco di Satana
Devour - Il gioco di Satana (Devour) è un film del 2005 diretto da David Winkler.

## Trama
La vita di Jake Gray è quella di un normalissimo studente fin quando un compagno di scuola non gli fa conoscere un videogioco chiamato "The Pathway". Dal momento in cui Jake inserisce i suoi dati nel computer, i suoi amici e parenti cominciano a morire uno alla volta misteriosamente ed in modo orribile. Ma c'è qualcuno che forse sa come fermare la carneficina.